# L'oeil du Cyclone
L'oeil du Cyclone (traducción literal: Ojo de la tormenta) es una película de Burkina Faso acerca de los soldados infantiles. Fue dirigida por Sékou Traoré, producida por Axel Guyot, escrita por Christophe Lemoine y Luis Marques y protagonizada por Fargrass Assandre y Maἴmouna N'diaye. Recibió diez nominaciones en la duodécima edición de los Premios de la Academia del Cine Africano, ganando en tres categorías (incluyendo mejor película).

## Sinopsis
Basada en el uso de los niños en las milicias, la película de Sékou Traoré nos presenta a Emma Tou (N'Diaye), una joven abogada que acepta a regañadientes defender a un fugitivo capturado que pudo haber sido un niño soldado, en lo que su jefe titula "El juicio del siglo". Tratando de asegurar un juicio justo para el fugitivo, Tou visita a Blackshouam Vila (Fargass) y trata de ganarse su confianza para que le ayude en su caso. Pero a medida que Vila comienza a contarle su historia, Tou descubre los terrores de un niño obligado a luchar en el ejército.

## Reparto
- Maïmouna N'Diaye - Emma Tou
- Fargass Assandé - Blackshouam Vila
- Abidine Dioari - Solo
- Issaka Sawouadogo - Roc
- Serge Henry - Padre Tu
- Fatou Traoré - Hermana de Emma